# Донован, Билли
Уильям Джон Донован младший (англ. William John Donovan, Jr., род. 30 мая 1965 года) — американский профессиональный тренер, в настоящее время работающий главным тренером клуба Национальной баскетбольной ассоциации «Чикаго Буллз». До этого был главным тренером клуба «Оклахома-Сити Тандер» с 2015 по 2020 год; а ранее он на протяжении 19 сезонов руководил мужской баскетбольной командой Флоридского университета «Флорида Гейторс», которую в 2006 и 2007 годах приводил к победам в турнире NCAA. Он является рекордсменом учебного заведения по количеству одержанных побед, а также выводил команду в турнир NCAA, одержал побед в турнире NCAA и завоевал титулов чемпиона Юго-Восточной конференции больше, чем все остальные тренеры в истории университета вместе взятые. Член баскетбольного зала славы с 2025 года.

## Биография
Донован родился и вырос в Роквилл-Сентре на Лонг-Айленде (штат Нью-Йорк). Учился в колледже Провиденса, где выступал за баскетбольную команду под руководством Рика Питино. В 1987 году он вместе с «Фрайерс» дошёл до Финала четырёх, таким образом он является одним из четырёх человек (другие трое — Дин Смит, Джо Би Холл и Бобби Найт), которые выходили в Финал четырёх как игрок и становились победителем турнира NCAA как тренер.
По окончании обучения Билли был выбран на драфте НБА 1987 года в третьем раунде под общим 68 номером клубом «Юта Джаз», однако не сумел подписать с ней контракт и начало своей карьеры провёл в клубе Континентальной баскетбольной ассоциации «Вайоминг Уайлдкэтс». Позже он провёл часть сезона 1987/88 годов в «Нью-Йорк Никс», где в то время работал его тренер по университетской команде Рик Питино. После ухода из НБА он играл за «Рэпид-Сити Триллерс» из КБА, работал брокером на Уолл-стрит, а в 1989 году стал помощником Питино в Кентуккийском университете. В 1994 году он принял предложение возглавить команду университета Маршалла «Маршалл Тандеринг Херд», где за два сезона под его руководством команда показала результат 35-20. В 1996 году он перешёл во Флоридский университет, где после двух неудачных сезонов он перестроил команду, которая впоследствии в 16 подряд сезонах одерживала 20 или более побед, завоевала множество конференционных чемпионских титулов, четыре раза выходила в Финал четырёх и завоевала два чемпионских титула.
В связи со своей удачной работой в «Гейторс», часто ходили слухи о переходе Донована в другую команду NCAA или в НБА. И в июне 2007 года, после завоевания второго чемпионского титула с «Гейторс», Донован согласился стать главным тренером клуба НБА «Орландо Мэджик». Однако уже через неделю он попросил руководство «Мэджик» разорвать с ним контракт, чтобы он смог вернуться обратно во Флоридский университет, где он и провёл последующие 8 сезонов.
30 апреля 2015 года Донован согласился занять пост главного тренера клуба НБА «Оклахома-Сити Тандер». За время работы с клубом пять раз подряд выводил клуб в плей-офф на Западе. Его показатели в «Тандер» — 243 победы при 157 поражениях.
23 сентября 2020 года Донован был назначен новым тренером «Чикаго Буллз». 27 июля 2025 года «Буллз» и Донован подписали новое многолетнее соглашение.

## Статистика

### Статистика в НБА
| Сезон                                                                                    | Команда  | Регулярный сезон | Регулярный сезон | Регулярный сезон | Регулярный сезон | Регулярный сезон | Регулярный сезон | Регулярный сезон | Регулярный сезон | Регулярный сезон | Регулярный сезон | Регулярный сезон | Серия плей-офф | Серия плей-офф | Серия плей-офф | Серия плей-офф | Серия плей-офф | Серия плей-офф | Серия плей-офф | Серия плей-офф | Серия плей-офф | Серия плей-офф | Серия плей-офф |
| Сезон                                                                                    | Команда  | GP               | GS               | MPG              | FG%              | 3P%              | FT%              | RPG              | APG              | SPG              | BPG              | PPG              | GP             | GS             | MPG            | FG%            | 3P%            | FT%            | RPG            | APG            | SPG            | BPG            | PPG            |
| ---------------------------------------------------------------------------------------- | -------- | ---------------- | ---------------- | ---------------- | ---------------- | ---------------- | ---------------- | ---------------- | ---------------- | ---------------- | ---------------- | ---------------- | -------------- | -------------- | -------------- | -------------- | -------------- | -------------- | -------------- | -------------- | -------------- | -------------- | -------------- |
| 1987/88                                                                                  | Нью-Йорк | 44               | 0                | 8,3              | 40,4             | 0,0              | 81,0             | 0,6              | 2,0              | 0,4              | 0,0              | 2,4              | Не участвовал  | Не участвовал  | Не участвовал  | Не участвовал  | Не участвовал  | Не участвовал  | Не участвовал  | Не участвовал  | Не участвовал  | Не участвовал  | Не участвовал  |
|                                                                                          | Всего    | 44               | 0                | 8,3              | 40,4             | 0,0              | 81,0             | 0,6              | 2,0              | 0,4              | 0,0              | 2,4              | Не участвовал  | Не участвовал  | Не участвовал  | Не участвовал  | Не участвовал  | Не участвовал  | Не участвовал  | Не участвовал  | Не участвовал  | Не участвовал  | Не участвовал  |
| Наведите курсор мыши на аббревиатуры в заголовке таблицы, чтобы прочесть их расшифровку. |          |                  |                  |                  |                  |                  |                  |                  |                  |                  |                  |                  |                |                |                |                |                |                |                |                |                |                |                |

### Статистика в NCAA
| Сезон | Команда   | Conf     | Class | GP  | GS | MPG  | FG%  | 3P%  | FT%  | RPG | APG | SPG | BPG | PPG  |
| --- | --------- | -------- | ----- | --- | -- | ---- | ---- | ---- | ---- | --- | --- | --- | --- | ---- |
| 1983/84 | Провиденс | Big East | FR    | 28  | 17 | 15,9 | 36,8 |      | 71,4 | 0,8 | 3,0 | 0,6 | 0,1 | 2,3  |
| 1984/85 | Провиденс | Big East | SO    | 29  | 10 | 11,3 | 47,1 |      | 66,7 | 0,6 | 2,4 | 0,4 | 0,0 | 3,2  |
| 1985/86 | Провиденс | Big East | JR    | 31  |    | 31,1 | 51,1 |      | 79,2 | 1,6 | 4,7 | 1,9 | 0,1 | 15,1 |
| 1986/87 | Провиденс | Big East | SR    | 34  | 34 | 36,3 | 43,5 | 40,9 | 84,3 | 3,0 | 7,1 | 2,4 | 0,1 | 20,6 |
| Всего | Всего     | Всего    | Всего | 122 | 61 | 24,4 | 46,1 | 40,9 | 81,3 | 1,6 | 4,5 | 1,4 | 0,1 | 10,9 |
| Наведите курсор мыши на аббревиатуры в заголовке таблицы, чтобы прочесть их расшифровку Статистика приведена с сайта sports-reference.com |           |          |       |     |    |      |      |      |      |     |     |     |     |      |